# Monopsis zeyheri
Monopsis zeyheri är en klockväxtart som först beskrevs av Otto Wilhelm Sonder, och fick sitt nu gällande namn av Mats Thulin. Monopsis zeyheri ingår i släktet Monopsis och familjen klockväxter. Inga underarter finns listade i Catalogue of Life.